# Куинху-холл
«Куинху-холл» (англ. Queenhoo Hall) — исторический роман британского писателя и любителя древностей Джорджа Стратта, оставшийся незавершённым из-за смерти автора в 1802 году (на этом этапе он носил название «Эмма Дарси»). Спустя шесть лет его дописал и опубликовал Вальтер Скотт по просьбе своего друга Джеймса Баллантайна и издателя Джона Мюррея. Новое название роман получил в честь старинного поместья в Хартфордшире.
Действие «Куинху-холла» происходит в Англии в XV веке, в правление короля Генриха VI. Авторы использовали традиции готической прозы, популярной в Великобритании в начале XIX века. Вальтер Скотт в 1808 году был известен исключительно как автор баллад и поэм, и работу над «Куинху-холлом» он впоследствии оценивал как подготовку к своему превращению в романиста.